# Toni Ročak
Toni Ročak (Zagabria, 22 aprile 1999) è un cestista croato con cittadinanza svizzera, fratello di Niko anche lui cestista.

## Carriera

### Club
Arrivato in Svizzera a tre anni si è stabilito prima a Ginevra, quindi a Zugo.
Debutta in Swiss Basketball League nel 2016 con Swiss Central Basket per poi approdare negli Stati Uniti d'America. Negli States inizia il suo percorso scolastico Phillips Exeter Academy passando dunque in NCAA2 con Regis University e concludendo in NCAA con UC San Diego Tritons e S. Francisco Dons.
Fa il suo ritorno in Europa nel 2023 firmando con Dubrava. Dal 2024 è un giocatore del Cibona Zagabria.

### Nazionale
Esordisce con la Nazionale di pallacanestro della Svizzera in occasione delle FIBA Basketball World Cup 2023 European Pre-Qualifiers.